# Асад ибн Саман
Асад ибн Саман — был сыном Саман-Худата, основателя династии Саманидов.
Согласно традиции, Асад был назван его отцом в честь губернатора Хорасана Асада ибн Абдуллах аль-Касри (723—727), который обратил Самана в Ислам. У Асада было четверо сыновей: Нух, Ахмад, Яхья и Ильяс. Халиф Абдуллах аль-Мамун назначил сыновей Асада правителями Самарканда, Ферганы, Шаша и Уструшаны, а также Герата, и таким образом была положена начало династии. Знаменитый Саманидский правитель Исмаил Самани, был внуком Асада и сыном Ахмада.